# Asthenargus longispinus
Asthenargus longispinus är en spindelart som först beskrevs av Simon 1914.  Asthenargus longispinus ingår i släktet Asthenargus och familjen täckvävarspindlar. Inga underarter finns listade.